# パリ交響曲 (ハイドン)
パリ交響曲は、フランツ・ヨーゼフ・ハイドンが1785年から1786年にかけて作曲した6曲からなる交響曲の総称である。番号では第82番から第87番までがこの交響曲の曲集に含まれる。

## 概要
ハイドンは長年務めたエステルハージ家の楽長を辞した後、1785年から1786年にかけて6曲の交響曲を作曲する。これらはパリで新たに創設されたオーケストラ団体、コンセール・ド・ラ・オランピックのために作曲されたものである。
第82番から第87番の作曲時期は以下の通りである。
- 第83番 ト短調『めんどり』 Hob. I:83 - 1785年
- 第85番 変ロ長調『王妃』 Hob. I:85 - 1785年頃
- 第87番 イ長調 Hob. I:87 - 1785年
- 第82番 ハ長調『熊』 Hob. I:82 - 1786年
- 第84番 変ホ長調 Hob. I:84 - 1786年
- 第86番 ニ長調 Hob. I:86 - 1786年

半数の3曲（第84、85、86番）はゆっくりした序奏で始まる。第82番と第86番の2曲でティンパニを使用し、第86番にはさらにトランペットも加わる。
これら6曲の交響曲は、既にハイドンの作風は円熟に達しており、構成的・内容的にも充実し、聴衆と批評家から絶大な支持を得ている。たちまち人気となったため、パリで出版された他にウィーンやロンドンでも出版されている。また当時コンセール・ド・ラ・オランピックに参加していた作曲家のルイジ・ケルビーニもこのパリ交響曲を高く評価している。